# Легка атлетика на літніх Олімпійських іграх 2012 — біг на 100 метрів (чоловіки)
Змагання з бігу на 100 метрів у чоловіків на Олімпійських іграх 2012 року у Лондоні пройшли 4 і 5 серпня 2012 року на Олімпійському стадіоні.

## Рекорди
Олімпійський рекорд до початку Олімпійських ігор.
| Олімпійський рекорд | 9,69 | Усейн Болт · Ямайка | 16 серпня 2008 | Пекін 2008 |

## Медалісти
| Золото              | Срібло               | Бронза               |
| Усейн Болт · Ямайка | Йоган Блейк · Ямайка | Джастін Гетлін · США |

## Попередні забіги

### Забіг 1
| Місце | Ім'я                    | Громадянство        | Результат | Прим. |
| ----- | ----------------------- | ------------------- | --------- | ----- |
| 1     | Артуро Рохас            | Болівія             | 10.62     |       |
| 2     | Девілер Арсен Кімбембе  | Конго               | 10.68     | SB    |
| 3     | Холдер да Сільва        | Гвінея-Бісау        | 10.69     | SB    |
| 4     | Джозеф Луї              | Тонга               | 11.17     |       |
| 5     | Мохан Хан               | Бангладеш           | 11.25     | PB    |
| 6     | Кілаконе Сіпхонексай    | Лаос                | 11.30     |       |
| 7     | Крістофер Ліма да Кошта | Сан-Томе і Принсіпі | 11.56     | PB    |

### Забіг 2
| Місце | Ім'я                | громадянство       | Результат | Прим. |
| ----- | ------------------- | ------------------ | --------- | ----- |
| 1     | Юрген Темен         | Суринам            | 10.55     |       |
| 2     | Фернандо Люмаїн     | Індонезія          | 10.80     | SB    |
| 3     | Вільфрід Бінгангойе | Габон              | 10.89     |       |
| 4     | Ліакат Алі          | Пакистан           | 10.90     |       |
| 5     | Родман Телтулль     | Палау              | 11.06     | PB    |
| 6     | Тавевеле Ноа        | Тувалу             | 11.55     |       |
| 7     | Тімі Гарстанг       | Маршаллові Острови | 12.81     |       |

### Забіг 3
| Місце | Ім'я                | Громадянство                     | Результат | Прим. |
| ----- | ------------------- | -------------------------------- | --------- | ----- |
| 1     | Беранже Аймар Боссе | Центральноафриканська Республіка | 10,55     |       |
| 2     | Єо Фу «Гаррі»       | Сінгапур                         | 10,57     | PB    |
| 3     | Азнім Ахмед         | Мальдіви                         | 10,79     | NR    |
| 4     | Джамаал Александер  | Британські Віргінські Острови    | 10,92     |       |
| 5     | Джон Говард         | Федеративні Штати Мікронезії     | 11,05     |       |
| 6     | Кріс Валасі         | Соломонові Острови               | 11,42     |       |
| 7     | Еламу Фаатону       | Американське Самоа               | 11,48     | PB    |

### Забіг 4
| Місце | Ім'я            | Громадянство             | Результат | Прим. |
| ----- | --------------- | ------------------------ | --------- | ----- |
| 1     | Жерар Кобеане   | Буркіна-Фасо             | 10.42     | SB    |
| 2     | Фабріс Коаффік  | Маврикій                 | 10.62     |       |
| 3     | Кортні Вільямс  | Сент-Вінсент і Гренадини | 10.80     | PB    |
| 4     | Рашид Шухаль    | Марокко                  | 10.83     | SB    |
| 5     | Тілак Рам Тхара | Непал                    | 10.85     | PB    |
| 6     | Массуд Азізі    | Афганістан               | 11.19     |       |
| 7     | Нооа Такооа     | Кірибаті                 | 11.53     | PB    |
| 8     | Патрік Туара    | Острови Кука             | 11.72     |       |

## Чвертьфінали

### Чвертьфінал 1
| Місце | Ім'я                 | Громадянство      | Час   | Прим. |
| ----- | -------------------- | ----------------- | ----- | ----- |
| 1     | Тайсон Ґей           | США               | 10.08 |       |
| 2     | Річард Томпсон       | Тринідад і Тобаго | 10.14 |       |
| 3     | Джеральд Фірі        | Замбія            | 10.16 | SB    |
| 4     | Джайсума Сайді Ндуре | Норвегія          | 10.28 |       |
| 5     | Анхель Родрігес      | Іспанія           | 10.34 |       |
| 6     | Юрген Темен          | Суринам           | 10.53 |       |
| 7     | Ісідро Монтоя        | Колумбія          | 10.54 |       |
| 8     | Йео Фу " Гарі"       | Сінгапур          | 10.69 |       |

### Чвертьфінал 2
| Місце | Ім'я              | Громадянство      | Час   | Прим. |
| ----- | ----------------- | ----------------- | ----- | ----- |
| 1     | Джастін Гетлін    | США               | 9.97  |       |
| 2     | Деррік Еткінс     | Багамські Острови | 10.22 |       |
| 3     | Ронделл Соррілло  | Тринідад і Тобаго | 10.23 |       |
| 4     | Даріуш Куч        | Польща            | 10.24 |       |
| 5     | Нілсон Андре      | Бразилія          | 10.26 | SB    |
| 6     | Масаши Ерігучі    | Японія            | 10.30 |       |
| 7     | Баракат Аль-Харті | Оман              | 10.41 |       |
| 8     | Фернандо Люмаїн   | Індонезія         | 10.90 |       |

### Чвертьфінал 3
| Місце | Ім'я                | Громадянство                     | Час   | Прим. |
| ----- | ------------------- | -------------------------------- | ----- | ----- |
| 1     | Раян Бейлі          | США                              | 9.88  | PB    |
| 2     | Бен Юссеф Мейте     | Кот-д'Івуар                      | 10.06 | NR    |
| 3     | Джастін Ворнер      | Канада                           | 10.09 | PB    |
| 4     | Кемар Гаймен        | Кайманові Острови                | 10.16 |       |
| 5     | Сувайбу Санне       | Гамбія                           | 10.21 | NR    |
| 6     | Рітіс Сакалаускас   | Литва                            | 10.29 |       |
| 7     | Беранже Аймар Боссе | Центральноафриканська Республіка | 10.55 |       |
| 8     | Артур Бруно Рохас   | Болівія                          | 10.65 |       |

### Чвертьфінал 4
| Місце | Ім'я             | Громадянство       | Час   | Прим. |
| ----- | ---------------- | ------------------ | ----- | ----- |
| 1     | Усейн Болт       | Ямайка             | 10.09 |       |
| 2     | Деніел Бейлі     | Антигуа і Барбуда  | 10.12 |       |
| 3     | Джеймс Дасаолу   | Велика Британія    | 10.13 | SB    |
| 4     | Амр Ібрахім Сеуд | Єгипет             | 10.22 | SB    |
| 5     | Джейсон Роджерс  | Сент-Кіттс і Невіс | 10.30 |       |
| 6     | Ого-Оген Егверо  | Нігерія            | 10.38 |       |
| 7     | Олдер да Сілва   | Гвінея-Бісау       | 10.71 |       |
| —     | Ідрісса Адам     | Камерун            | DNF   |       |

### Чвертьфінал 5
| Місце | Ім'я                   | Громадянство    | Час   | Прим. |
| ----- | ---------------------- | --------------- | ----- | ----- |
| 1     | Асафа Павелл           | Ямайка          | 10.04 |       |
| 2     | Адам Джемілі           | Велика Британія | 10.11 |       |
| 3     | Чуранді Мартіна        | Нідерланди      | 10.20 |       |
| 4     | Реза Гасемі            | Іран            | 10.31 |       |
| 5     | Обінна Мету            | Нігерія         | 10.35 |       |
| 6     | Рамон Гіттенс          | Барбадос        | 10.35 |       |
| 7     | Пол Вільямс            | Гренада         | 10.65 |       |
| 8     | Девілер Арсен Кімбембе | Конго           | 10.94 |       |

### Чвертьфінал 6
| Місце | Ім'я           | Громадянство       | Час   | Прим. |
| ----- | -------------- | ------------------ | ----- | ----- |
| 1     | Йоган Блейк    | Ямайка             | 10.00 |       |
| 2     | Рьота Ямагата  | Японія             | 10.07 | PB    |
| 3     | Бінтянь Су     | Китай              | 10.19 | SB    |
| 4     | Антуан Адамс   | Сент-Кіттс і Невіс | 10.22 |       |
| 5     | Пітер Емелізе  | Нігерія            | 10.22 | SB    |
| 6     | Джеремі Баском | Гвіана             | 10.31 |       |
| 7     | Марек Ніїт     | Естонія            | 10.40 |       |
| 8     | Азнім Ахмед    | Мальдіви           | 10.84 |       |

### Чвертьфінал 7
| Місце | Ім'я           | Громадянство       | Час   | Прим. |
| ----- | -------------- | ------------------ | ----- | ----- |
| 1     | Двейн Чемберс  | Велика Британія    | 10.02 | SB    |
| 2     | Джиммі Віко    | Франція            | 10.11 | SB    |
| 3     | Кестон Бледмен | Тринідад і Тобаго  | 10.13 |       |
| 4     | Воррен Фрейзер | Багамські Острови  | 10.27 |       |
| 5     | Мігель Лопес   | Пуерто-Рико        | 10.31 |       |
| 6     | Жерар Кобеане  | Буркіна-Фасо       | 10.48 |       |
| 7     | Фабріс Куаффік | Маврикій           | 10.59 |       |
| 8     | Кім Коллінз    | Сент-Кіттс і Невіс | DNS   |       |

## Півфінали

### Півфінал 1
| Місце | Ім'я            | Громадянство      | Час   | Прим. |
| ----- | --------------- | ----------------- | ----- | ----- |
| 1     | Джастін Гетлін  | США               | 9.82  |       |
| 2     | Чуранді Мартіна | Нідерланди        | 9.91  | NR    |
| 3     | Асафа Павелл    | Ямайка            | 9.94  |       |
| 4     | Кестон Бледмен  | Тринідад і Тобаго | 10.04 |       |
| 5     | Бен Юссеф Мейте | Кот-д'Івуар       | 10.13 |       |
| 6     | Джиммі Віко     | Франція           | 10.16 |       |
| 7     | Джеймс Дасаолу  | Велика Британія   | 10.18 |       |
| 8     | Сувайбу Санні   | Гамбія            | 10.18 | NR    |

### Півфінал 2
| Місце | Ім'я           | Громадянство       | Час   | Прим. |
| ----- | -------------- | ------------------ | ----- | ----- |
| 1     | Усейн Болт     | Ямайка             | 9.87  |       |
| 2     | Раян Бейлі     | США                | 9.96  |       |
| 3     | Річард Томпсон | Тринідад і Тобаго  | 10.02 |       |
| 4     | Двейн Чемберс  | Велика Британія    | 10.05 |       |
| 5     | Джеральд Фірі  | Замбія             | 10.11 | SB    |
| 6     | Деніел Бейлі   | Антигуа і Барбуда  | 10.16 |       |
| 7     | Антуан Адамс   | Сент-Кіттс і Невіс | 10.27 |       |
| 8     | Бінтянь Су     | Китай              | 10.28 |       |

### Півфінал 3
| Місце | Ім'я             | Громадянство      | Час   | Прим. |
| ----- | ---------------- | ----------------- | ----- | ----- |
| 1     | Йоган Блейк      | Ямайка            | 9.85  |       |
| 2     | Тайсон Ґей       | США               | 9.90  |       |
| 3     | Адам Джемілі     | Велика Британія   | 10.06 |       |
| 4     | Деррік Еткінс    | Багамські Острови | 10.08 | SB    |
| 5     | Джастін Ворнер   | Канада            | 10.09 | PB    |
| 6     | Рьота Ямагата    | Японія            | 10.10 |       |
| 7     | Ронделл Соррілло | Тринідад і Тобаго | 10.31 |       |
| —     | Кемар Гаймен     | Кайманові Острови | DNS   |       |

## Фінал

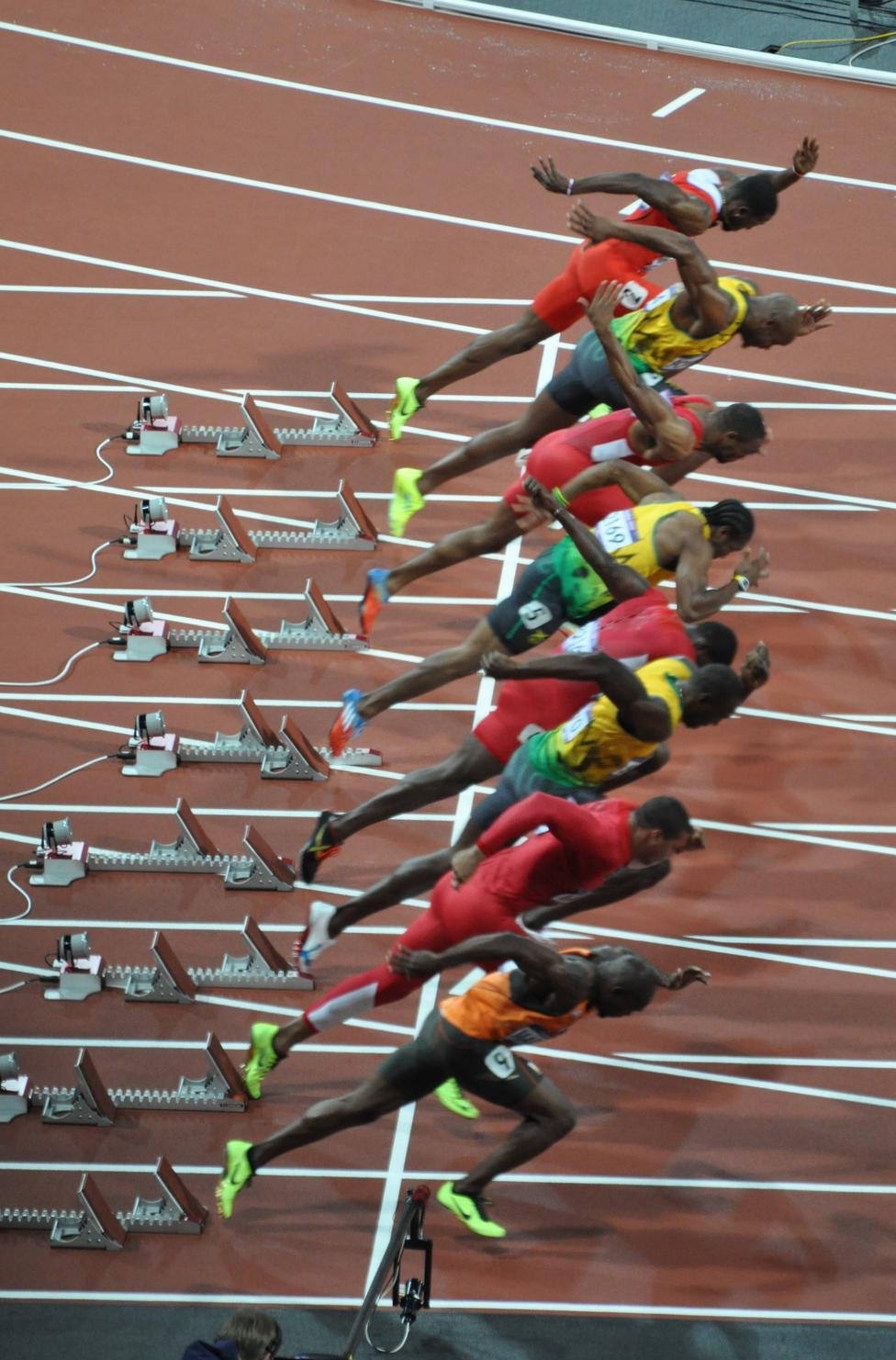
Старт фінального забігу

| Місце | Ім'я            | Громадянство      | Час   | Прим. |
| ----- | --------------- | ----------------- | ----- | ----- |
|       | Усейн Болт      | Ямайка            | 9.63  | OR    |
|       | Йоган Блейк     | Ямайка            | 9.75  | PB    |
|       | Джастін Гетлін  | США               | 9.79  | PB    |
| 4     | Тайсон Ґей      | США               | 9.80  | SB    |
| 5     | Раян Бейлі      | США               | 9.88  | PB    |
| 6     | Чуранді Мартіна | Нідерланди        | 9.94  |       |
| 7     | Річард Томпсон  | Тринідад і Тобаго | 9.98  |       |
| 8     | Асафа Павелл    | Ямайка            | 11.99 |       |